# Thure (Sambre)
Die Thure (auch: Tûre) ist ein Fluss, der im Grenzgebiet von Belgien und Frankreich, in der belgischen Region Wallonien und der französischen Region Hauts-de-France verläuft. 

## Geographie

### Verlauf
Die Thure entspringt beim Ort Sautin, auf dem Gebiet der belgischen Gemeinde Sivry-Rance, entwässert zunächst in westlicher Richtung, schwenkt bei Sivry-Rance nach Nordwest und erreicht in Hestrud erstmals französisches Staatsgebiet und den Regionalen Naturpark Avesnois. Ab hier verläuft die Thure in nördlicher Richtung, passiert den Ort Cousolre, durchquert kurz danach bei Bersillies-l’Abbaye, Gemeinde Erquelinnes, auf etwa 1,5 km Länge wieder belgisches Staatsgebiet, bildet für einen weiteren Kilometer die Staatsgrenze zwischen Belgien und Frankreich und wechselt danach endgültig nach Belgien, wo sie nach insgesamt etwa 25 Kilometern bei Solre-sur-Sambre, Gemeinde Erquelinnes, als rechter Nebenfluss in die kanalisierte Sambre mündet. Auf ihrem Weg durchquert die Thure die belgische Provinz Hennegau und das französische Département Nord.

### Zuflüsse
- Rau la Sansuyère (linker Quellbach, Hauptstrang)
- Ruisseau du Touquet (rechter Quellbach, Nebenstrang)
- Ruisseau du Marais (rechts)
- la Tortunasse (links)
- Ruisseau de Grandrieu (rechts)
- Ruisseau du Bois de Beaurieux (links)
- Ruisseau du Village (rechts)
- Ruisseau de Grand Champ (links)
- le Domaine de Waremmes (rechts)
- Ruisseau du Bois de Forêt (links)
- la Forge de'n haut (rechts)
- Ruisseau de Grandireux (links)
- Ruisseau de Presson (links)
- Rau des Vallées (links)
- Rau des Prés de Beaumont (rechts)
- Rau des Branleux (links)
- Rau de la Princelle (links)
- Ruisseau du Bois de Beumont (rechts)

### Orte am Fluss
(Von der Quelle zur Mündung)
- Sivry-Rance, Belgien
- Hestrud, Frankreich
- Cousolre, Frankreich
- Bersillies-l’Abbaye, Gemeinde Erquelinnes, Belgien
- Solre-sur-Sambre, Gemeinde Erquelinnes, Belgien